# Bontang FC
El Bontang FC es un equipo de fútbol de Indonesia que juega en la Tercera División de Indonesia, la tercera liga de fútbol más importante del país.

## Historia
Fue fundado el 18 de junio de 1988 en la ciudad de Bontang, en la isla de Borneo con el nombre PS Pupuk Kaltim Galatama, y han cambiado de nombre varias veces, las cuales han sido:
- PKT Bontang (1994/2002)
- PS Bontang PKT (2002/09)
- Bontang FC (2009-hoy)[2]

El club es más recordado por el escándalo de arreglo de partidos en la temporada 2013 mientras formaba parte de la Liga Indonesia en un partido ante el PSLS Lhokseumawe, el cual fue revelado ante la FIFA, y el cual fue reconocido por el organismo. 
Luego de una investigación por 2 meses, el comité disciplinario de la Asociación de Fútbol de Indonesia dictó sentencia contra todos los jugadores del club, a los cuales suspendió por 2 años de no competir en torneos organizados por la Asociación, y a su entrenador Fodé Camara fue vetado de por vida para no dirigir nunca más en el fútbol de Indonesia, aunque su sentencia oficial fue de 5 años; mientras que el club fue descendido a la Tercera División de Indonesia y a pagar una multa de 100 Millones de rupias.

## Participación en competiciones de la AFC
| Temporada | Torneo           | Ronda       | Club               | Resultado |
| --------- | ---------------- | ----------- | ------------------ | --------- |
| 1991/92   | Recopa de la AFC | 1           | KPT FC             | 3-0, 6-0  |
| 1991/92   | Recopa de la AFC | 2           | Sinugba            | w.o.1     |
| 1991/92   | Recopa de la AFC | Semifinales | Nissan FC          | 0-0, 0-2  |
| 1992/93   | Recopa de la AFC | 1           | Nissan FC          | 1-1, 1-3  |
| 2000/01   | Recopa de la AFC | 1           | BEC Tero Sasana FC | 1-4, 0-1  |

## Entrenadores
- Serghei Dubrovin (1999-2000)
- Suharno (2005-2006)
- Fodé Camara (2012-2013)